# Florea Fătu
Florea Fătu (n. 17 iulie 1924 în Ciocile, Brăila – d. 11 decembrie 1995) a fost un fotbalist român care juca pe postul de atacant. A câștigat primul meci din istoria Stelei alături de: Gheorghe Lăzăreanu, Romeo Catană, Aurel Cernea, Ioan Jivan, Eugen Mladin, Stere Zeană, Mircea Crețu, Gheorghe Popescu, Florin Marinescu și T. Balaș în echipa antrenată de Coloman Braun Bogdan.